# NGC 2496
NGC 2496 је елиптична галаксија у сазвежђу Мали пас која се налази на NGC листи објеката дубоког неба.
Деклинација објекта је + 8° 1' 41" а ректасцензија 7h 58m 37,4s. Привидна величина (магнитуда) објекта NGC 2496 износи 13,0 а фотографска магнитуда 14,0. NGC 2496 је још познат и под ознакама UGC 4127, MCG 1-21-2, CGCG 31-9, PGC 22359.